# Desert Demolition
Desert Demolition Starring Road Runner and Wile E. Coyote är ett TV-spel till Sega Mega Drive, baserat på Gråben och Hjulben. 

### Fotnoter
1. ↑  ”Desert Demolition” (på svenska). Super Power (Solna) (7-8 1995). juli-augusti 1995. Läst 25 april 2014.